# ويليام إتش بريس
ويليام إتش بريس (بالإنجليزية: William H. Press )‏ (و. 1948 – م) هو عالم فيزياء فلكية، وعالم فلك، وأستاذ جامعي، وعالِم حاسب آلي من الولايات المتحدة الأمريكية . وهو عضواً في الأكاديمية الوطنية للعلوم، والأكاديمية الأمريكية للفنون والعلوم .

## التعليم
تعلم في جامعة هارفارد

## مناصب وهيئات
أدار جامعة هارفارد.

## جوائز
حصل على جوائز منها:
- جائزة هلين ب. وارنر لعلم الفلك (1981).